# Eurychilopterella brunneata
Eurychilopterella brunneata är en insektsart som beskrevs av Knight 1927. Eurychilopterella brunneata ingår i släktet Eurychilopterella och familjen ängsskinnbaggar. Inga underarter finns listade i Catalogue of Life.